# Old Man Village
Old Man Village (także Old Man Bay) – miejscowość na Kajmanach, na wyspie Wielki Kajman, 20 km na północny wschód od stolicy George Town. Miejscowość liczy ok. 200 mieszkańców. Ośrodek turystyczny.